# James Robinson (homme politique britanno-colombien)
Pour les articles homonymes, voir James Robinson et Robinson.
James Robinson est un homme politique canadien de la Colombie-Britannique. Il est député provincial indépendant de la circonscription britanno-colombienne de Yale de 1871 à 1875.